# Cucumaria levini
Cucumaria levini is een zeekomkommer uit de familie Cucumariidae.
De wetenschappelijke naam van de soort werd in 2002 gepubliceerd door V.G. Stepanov & O.A. Pilganchuk.